# Palais d'Omourtag
Le palais d'Omourtag (bulgare : Аул на Омуртаг [Aul na Omurtag]) est un site archéologique bulgare situé près du village de Han Krum (en), dans la province de Choumen, dans l'est du pays. Ce palais royal fut construit au IXe siècle par Omourtag, khan des Bulgares (814–831), comme l'indique une inscription gravée sur une colonne (en) découverte en 1899 à Han Krum.